# Anita Klahn

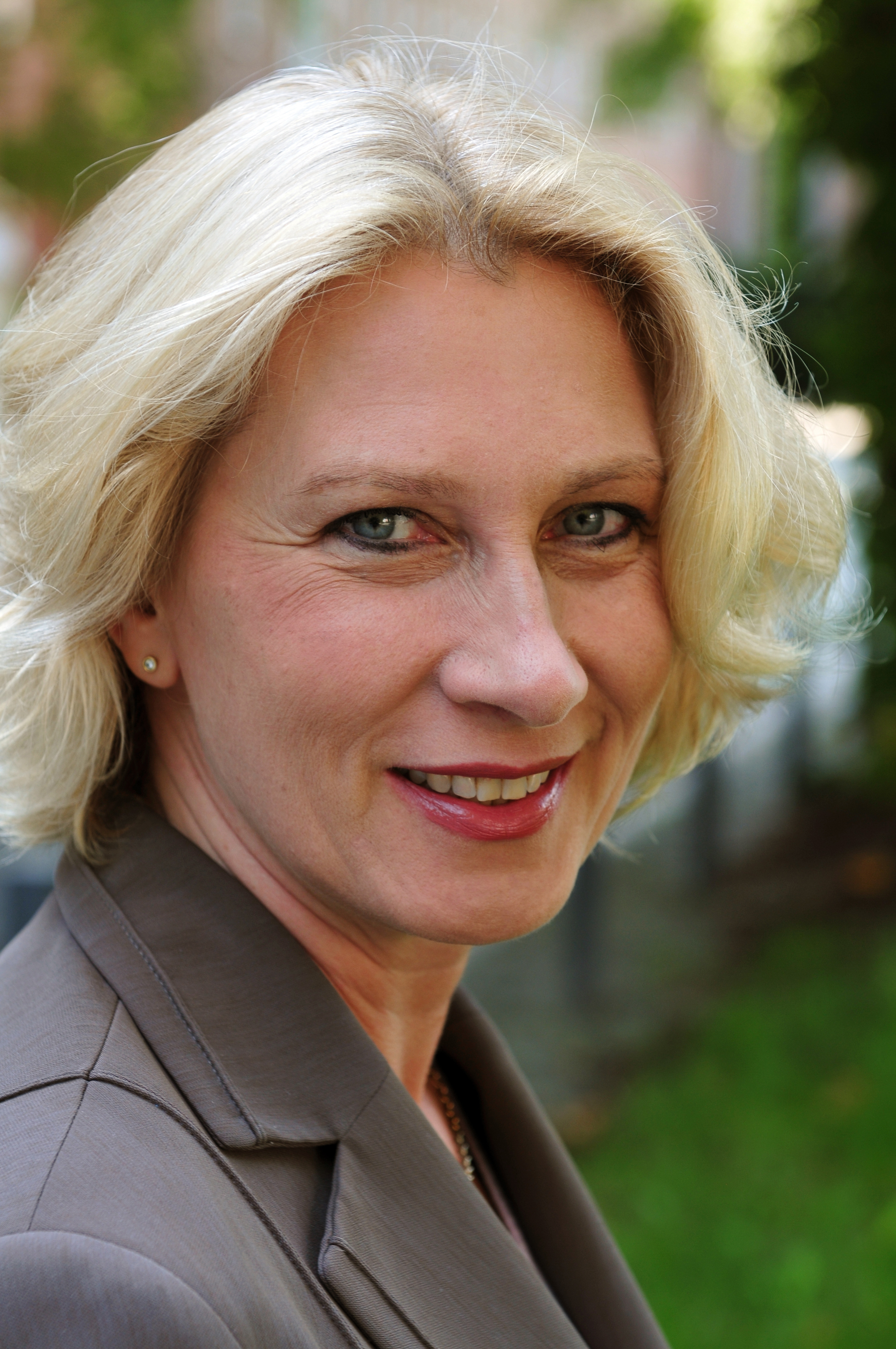
Anita Klahn 2013

Anita Klahn (* 20. Januar 1960 in Lübeck) ist eine schleswig-holsteinische Politikerin (FDP) und Industriemeisterin. Sie war von 2009 bis 2022 Abgeordnete des Schleswig-Holsteinischen Landtags und von 2017 bis 2022 stellvertretende Vorsitzende der dortigen FDP-Landtagsfraktion.

## Ausbildung und Beruf
Anita Klahn, geborene Schmal, machte nach dem Realschulabschluss in Lübeck 1976 eine Ausbildung zur Druckvorlagenherstellerin, Traineeprogramm zur Kundenberatung. Nach Abschluss eines berufsbegleitenden Seminar zur Prüfungsvorbereitung 1985 bis 1988 legte sie bei der IHK zu Lübeck die Prüfung zur Industriemeisterin Druck, Fertigungsverfahren Druckvorlagenherstellung und Ausbildereignungsprüfung ab und arbeitete bis 2007 als Druckvorlagenherstellerin im technischen Bereich von Druckvorstufen- und Druckbetrieben in Lübeck und als Objekt- und Kundenbetreuerin im Bereich konventioneller und digitaler Printmedien in Hamburg.
Anita Klahn ist evangelisch, verheiratet und hat drei Kinder.

## Politik
Anita Klahn ist Mitglied der FDP und dort seit 2001 stellvertretende Vorsitzende im Bezirksverband Nordstormarn und seit 2007 als Vorsitzende des Kreisverbandes Stormarn und Mitglied im Landesvorstand der FDP Schleswig-Holstein. Kommunalpolitisch war sie für ihre Partei seit 2006 als Stadtverordnete in Bad Oldesloe aktiv.
Bei der Landtagswahl in Schleswig-Holstein 2009 wurde sie erstmals über die Landesliste der FDP in den Schleswig-Holsteinischen Landtag gewählt und war von 2009 bis 2012 Mitglied im Sozialausschuss und Vizepräsidentin des Landtages. Am 30. Juni 2010 war sie Mitglied der 14. Bundesversammlung zur Wahl des Bundespräsidenten. Bei der darauffolgenden Landtagswahl 2012 wurde sie als Landtagsabgeordnete wiedergewählt und war nun als Mitglied im Bildungs- und im Sozialausschuss tätig. Nach der Landtagswahl 2017 wurde sie zur stellvertretenden Vorsitzenden der FDP-Fraktion gewählt. Neben ihren Kandidaturen auf der Landesliste trat sie auch im Landtagswahlkreis Stormarn-Nord an und erhielt dabei 12,4 % (2009), 4,6 % (2012) und 7,3 % (2017) der Erststimmen. Des Weiteren war Klahn stellvertretendes Mitglied im Sozialausschuss. Bei der Landtagswahl 2022 verfehlte sie den Wiedereinzug in den Landtag. Zuvor konnte sie keinen Platz auf der Landesliste ihrer Partei erringen.